# NGC 4823
NGC 4823 ist eine 14,7 mag helle Linsenförmige Galaxie vom Hubble-Typ S0/a im Sternbild Jungfrau auf der Ekliptik. Sie ist schätzungsweise 201 Millionen Lichtjahre von der Milchstraße entfernt und hat einen Durchmesser von etwa 45.000 Lichtjahren.
Im selben Himmelsareal befinden sich u. a. die Galaxien NGC 4820, NGC 4825, NGC 4829, NGC 4847.
Das Objekt wurde zusammen mit NGC 4820 und NGC 4829 bei einer einzigen Beobachtung im Jahr 1882 von Ernst Wilhelm Leberecht Tempel entdeckt, der dabei „Quite close to the south [of N4825] are three more faint nebulae“ notierte.